# Visslare

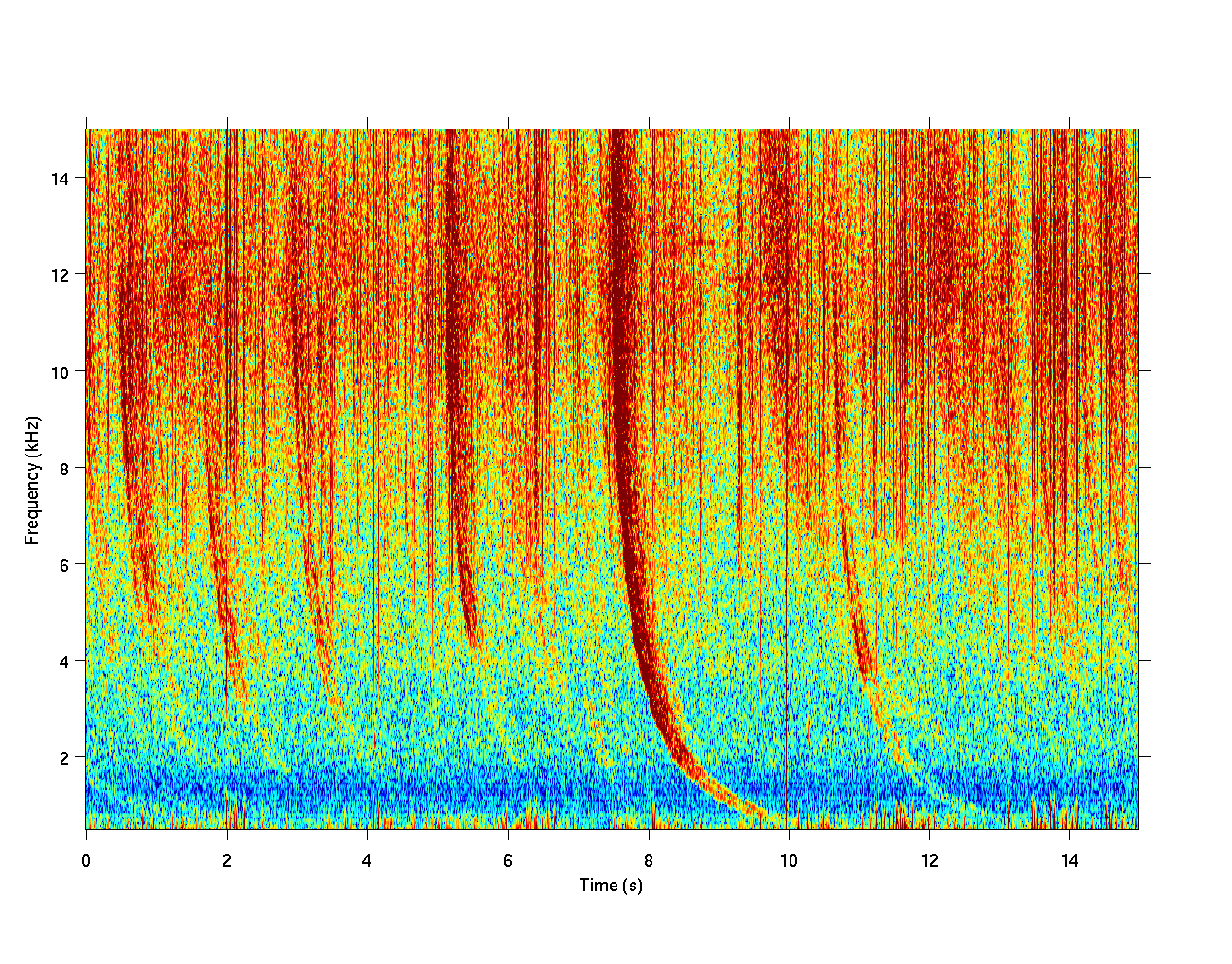
Visslare mottagna på forskningsstationen Palmer i Antarktis, 24 augusti 2005.

För fågelfamiljen Pachycephalidae, se Visslare (fåglar). För avslöjande person, se visselblåsare.
En visslare är ett elektromagnetiskt (radio-)vågfenomen i rymden i samma frekvensområde som hörbart ljud, karakteriserat av att frekvensen sjunker flera kHz på några sekunder. Visslarnas frekvens ligger typiskt mellan 1 och 30 kHz, det vill säga i VLF-bandet. När visslarsignalerna omvandlas till ljud i en radiomottagare låter de som i tonhöjd sjunkande visslingar, vilket gett dem deras namn.
Visslarna skapas bland annat vid blixturladdningar (främst inom ett och samma moln), vars urladdningar ger upphov till starka men bredbandiga signaler i kHz-området. Elektromagnetiska vågor i detta frekvensområde har två egenheter när de utbreder sig i rymdplasmat i magnetosfären: de färdas längs jordens magnetfält, och de högre frekvenserna färdas snabbare än de lägre. Följden av att de går längs jordens magnetfält blir att de når ner till jonosfären på motsatt halvklot, där de reflekteras. De kan genomgå många sådana reflektioner mellan halvkloten. En del energi förloras vid varje reflektion, varav en mindre del kan nå atmosfären och även uppmätas av radiostationer på jorden. De mottas också rutinmässigt på satelliter i magnetosfären. Eftersom de högsta frekvenserna i det bredbandiga knaster som blixtar genererar färdas snabbast genom rymden så når de först fram till motsatt halvklot, och följden blir att visslarna hörs som en sjunkande ton som kan vara några sekunder. 

Jordens magnetfält. Visslare utbreder sig längs magnetfältet, och färdas därför från halvklot till halvklot.

Visslare har mottagits från Jupiter, och visat att blixtar förekommer där.